# Berjozovkai járás (Permi határterület)

A Berjozovkai járás a Permi határterületen

A Berjozovkai járás (oroszul Берёзовский район) Oroszország egyik járása a Permi határterületen. Székhelye Berjozovka.

## Népesség
- 1989-ben 20 242 lakosa volt.
- 2002-ben 18 516 lakosa volt, melynek 81,1%-a orosz, 16,9%-a tatár nemzetiségű.
- 2010-ben 17 042 lakosa volt, melyből 13 882 orosz, 2 775 tatár stb.